# Кришталь, Михаил Владимирович
Михаил Владимирович Кришта́ль (укр. Михайло Володимирович Кришталь; род. 18 мая 1970, Гайворон, Кировоградская область) — украинский актёр театра и кино, композитор, поэт. Заслуженный артист Украины. Лауреат фестивалей «Театральный Донбасс» (1992 — дебют, 2006 — лучшая мужская роль), «Мельпомена Таврии» (2006 — лучшая мужская роль).

## Биография
В 1989 году окончил Днепропетровское театральное училище. С 1991 работал в Донецком драматическом театре.
С 2009 — актёр Киевского драматического театра на Подоле.
Автор музыки и текстов песен к ряду спектаклей театра, в частности «Деревья умирают стоя» А.Касоны, «Фея горького миндаля» И. Кочерги, «Осторожно, злой лев» Я. Стельмаха, а также соавтор инсценировки сказки «Колдуны страны Оз» Л.-Ф. Баума.

## Фильмография
- Смертельно живой (2014)
- Свет и тень маяка (2014—2016) — Колесов
- Слуга народа (2015—2019) — Ярослав Худобяк, спикер Верховной рады
- Я с тобой (2016)
- Гражданин Никто (2016) — Пётр Иванович Седов, военный в отставке
- Прятки (2019) — отец Варты